# Bossiaea
Genre
Bossiaea est un genre de plantes à fleurs dicotylédones de la famille des Fabaceae, sous-famille des Faboideae, originaire d'Australie, qui comprend une cinquantaine d'espèces acceptées.

## Étymologie
Le nom générique, « Bossiaea », est un hommage à Joseph Hugues Boissieu La Martinière (1758-1788), botaniste français qui participa à l'expédition de La Pérouse en Australie.

## Liste d'espèces
Selon The Plant List (31 octobre 2018) :
- Bossiaea aquifolium Benth.
- Bossiaea arenicola J.H.Ross
- Bossiaea armitii F.Muell.
- Bossiaea bossiaeoides (Benth.) Court
- Bossiaea bracteosa Benth.
- Bossiaea brownii Benth.
- Bossiaea buxifolia A.Cunn.
- Bossiaea carinalis Benth.
- Bossiaea cinerea R.Br.
- Bossiaea concinna Benth.
- Bossiaea cordigera Hook.f.
- Bossiaea cucullata J.H.Ross
- Bossiaea dentata (R.Br.) Benth.
- Bossiaea disticha Lindl.
- Bossiaea divaricata Turcz.
- Bossiaea ensata DC.
- Bossiaea eriocarpa Benth.
- Bossiaea foliosa A.Cunn.
- Bossiaea halophila J.H.Ross
- Bossiaea heterophylla Vent.
- Bossiaea kiamensis Benth.
- Bossiaea lenticularis DC.
- Bossiaea leptacantha E.Pritz.
- Bossiaea linophylla R.Br.
- Bossiaea modesta J.H.Ross
- Bossiaea neo-anglica F.Muell.
- Bossiaea obcordata (Vent.) Druce
- Bossiaea oligosperma A.T.Lee
- Bossiaea ornata Benth.
- Bossiaea oxyclada Turcz.
- Bossiaea peduncularis Turcz.
- Bossiaea praetermissa J.H.Ross
- Bossiaea preissii Meissner
- Bossiaea prostrata R.Br.
- Bossiaea pulchella Meissner
- Bossiaea rhombifolia DC.
- Bossiaea riparia Benth.
- Bossiaea rosmarinifolia Lindl.
- Bossiaea rufa R.Br.
- Bossiaea rupicola Benth.
- Bossiaea scolopendria (Andrews) Sm.
- Bossiaea scortechinii F.Muell.
- Bossiaea spinescens Meissner
- Bossiaea spinosa (Turcz.) Domin
- Bossiaea stephensonii F.Muell.
- Bossiaea strigillosa Benth.
- Bossiaea walkeri F.Muell.
- Bossiaea webbii F.Muell.